# لي يون سونغ
لي يون سونغ (بالكورية: 이은성)‏ هي ممثلة كورية جنوبية. ولدت يوم 8 أغسطس 1988 في إنتشون في كوريا الجنوبية.

## روابط خارجية
- لي يون سونغ على موقع IMDb (الإنجليزية)
- لي يون سونغ على موقع قاعدة بيانات الفيلم (الإنجليزية)

لم يتم العثور على روابط لمواقع التواصل الاجتماعي.